# ハーバード公衆衛生大学院
ハーバード公衆衛生大学院（Harvard School of Public Health）は、ハーバード大学の公衆衛生大学院。1913年設立。正式名称はハーバード・T・H・チャン公衆衛生大学院（Harvard T.H. Chan School of Public Health）。
Academic Ranking of World Universitiesで世界首位、U.S. News & World Reportで世界3位の公衆衛生大学院である。

## 沿革
2014年に香港の恒隆集団の寄付を受け、陳曾熙（T・H・チャン）の名を冠してハーバード・T・H・チャン公衆衛生大学院（Harvard T.H. Chan School of Public Health）と改名された。